# Вилијам Батлер Јејтс
Вилијам Батлер Јејтс (енгл. William Butler Yeats; Даблин, 13. јун 1865 — Ментона, 28. јануар 1939), био је ирски песник и драмски писац, најзначајнија личност ирског националног препорода, један од оснивача и управник народног позоришта. Учествовао у јавном политичком животу и био сенатор од 1922. до 1928. Добио је Нобелову награду за књижевност 1923. године.

## Животопис
Вилијам Батлер Јејтс рођен је 13. јуна 1865. у Даблину у Ирској. Његов отац Џон Батлер Јејтс (1839–1922) био је сликар, и потомак Џервиса Јејтса, вилијамског војника, трговца платном и познатог сликара, који је умро 1712. Бенџамин Јејтс, Џервисов унук и Вилијамов прадеда, оженио се 1773. године са Мери Батлер из властелинске породице у округу Килдер. Након венчања задржали су име Батлер. Марија је била из породице Бутлера из Најама Говрана, која потиче од ванбрачног брата 8. грофа Ормонда.
Породица Јејтс се 1867. привремено сели у Лондон, тачније у Бедфорд Парк. Јејтс лета проводи у Слигоу, родном месту његове мајке, грофовији на западној обали Ирске, која ће са својим крајоликом, фолклором и старим легендама оставити дубок печат на његовим делима. Дом у којем је В. Јејтс одрастао био је обиљежен уметношћу, те је његов брат Џек постао цењени сликар, а сестре Елизабет и Сузан Меру су се бавиле примењеном уметношћу. Године 1877. Вилијам се уписује у школу Годолфин коју похађа 4 године. Јејтс се својим школским успесима није претерано истицао. Јејтсови се поткрај 1880. године, из финанцијски разлога, враћају у Даблин, испочетка живећи у центру града, а касније се селе у предграђе Хаут. У октобру 1881. Јејтс наставља своје школовање у Ерасмус Смит средњој школи у Даблину, коју похађа до новембра 1883. године. Атеље његовог оца био је близу те школе; В. Јејтс је ту много боравио и упознао многе Даблинске уметнике. Године Јејтсовог сазревања у претежно католичкој Ирској у којој се будио ирски национализам обележене су његовом припадношћу протестантској заједници - његова је породица дапаче спадала у ред привилегиране заједнице протестантске господе која је управљала Ирском од 18. века - тзв. Протестантска надмоћ.
Од 1884. до 1886. год. Јејтс похађа Метрополитанску школу уметности (данашњи Национални колеџ уметности и дизајна) у Даблину, где упознаје Џорџа Расела. Од своје 17 године Јејтс пише: искушава се у писању поема и драма које се још не одликују особитом литерарном вредношћу. Годне 1885. му је у Даблински универзитетски преглед објављено прво значајније дело The Island of Statues, приповетка фантастичне тематике (о вилама и чаробњацима). Године 1886. његов отац финансира штампање 100 примерака његове прве самосталне књиге (књижице) Mosada: A Dramatic Poem. Млади Јејтс је 1885. године учествује у оснивању Даблинског херметичког реда, чији се чланови интересирају за магију. У наредним годинама се дубоко упустио у тада помодну теозофију. Године 1887. породица се поново сели у Лондон; и тамо ће Вилијам Јејтс ући у друштво младих уметника који се занимају за езотерију, те 1890. године и формално постаје члан окултног Херметичког реда златне зоре. Године 1889. објављује збирку The Wanderings of Oisin and Other Poems (1889); и надаље се бави митском тематиком везаном за ирску народну митологију.
Године 1891. Јејтс одлази у Ирску запросити 25-годишњу Мод Гон, младу сликарку и ватрену ирску националисткињу коју је упознао две године раније и у коју се био снажно заљубио: она одбија његову просидбу. Јејтс остаје несретно заљубљен, те понавља неуспешне просидбе 1899, 1900. и 1901. Напослетку 1903. године Мод Гон се удала за другог; јавно је изражавао (чак у песмама) своје незадовољство њеним избором - удала се за познатог ирског националисту Мајора Џона Макбрајда, који је усто био католик, те је и Мод прешла на католичанство. Тек ће 1908. године, након што се Мод раставила од супруга, Јејтс моћи да конзумира своју дуготрајну страст, та га по његовим речима „трагедија сексуалног односа” са својом дугогодишњом несретном љубави заправо збунила и њихова веза се одатле није развила.
Године 1896, Јејтс улази у круг даме Изабеле Грегори, важне Ирске културне раднице која се бави фолклором и драмом; она ће своју љубав према Ирској успети да на крају ипак подстакне у правцу национализма. С њеним кругом од 1899. године делује у Ирском литерарном театру, који делује до 1901. године настојећи да у Ирској пренесе манир авангардног театра из Француске. Након финанцијског неуспеха Ирског литерарног театра, припадници групе оснивају успешнији Аби театар (који до данас делује под именом Ирско национално позориште); Јејтс је с тим кругом активно сарађивао до краја живота. Године 1902. учествује у оснивању Dun Emer Press, издавачке куће која ће под вођством његових сестара до 1946. године штампати преко 70 књига ирских аутора, од тога 48 Јејтсових.
Године 1909. Јејтс упознаје великог америчког песника Езру Паундa: путовао је у Лондон како би упознао тог „јединог песника вреднога пажљивог проучавања”, како је сам рекао. Од 1909. до 1916. године њих су двојица заједно зимовали у кућици у Сасексу (један дан пута од Лондона), Јејтс је номинално био секретар старијем Поунду. Пријатељство је почело бледети када је 1916. године Поунд уредио да се неке Јејтсове пјесме објаве у америчком магазину Poetry, али уз знатне Поундове промене које Јејтс није био одобрио.
Те исте године, у својој 51. години, Јејтс се одлучио да се ожени и има децу. Одлучује да по задњи пут запроси Мод Гон, чији је муж Џон Макбрајд управо те године погубљен због учествовања у ирском Ускршњем устанку. Након што га Гон опет одбија (изгледа да је просидба дугогодишње несретне љубави ионако била више формалне природе и понуђена с мањком осећаја, уз разне услове), Јејтс нуди брак 25-годишњој Џорџији Хајд Лис (1892–1968). Након просидбе у септембру, венчање је уследило већ у октобру 1916. године. Успркос разлици у годинама и Јејтсовој иницијалној збуњености (имао је грижњу савести због уласка у брак), брак је био успешан, те је пар имао и двоје деце. Јејтс је своју супругу убрзо увео у езотеријске праксе, те су у сарадњи развили један езотеријски филозофски систем, и историје: Џорџија је служила као медијум за „аутоматско писање”, којим је комуницирала разне „поруке духовних водича”.
Убрзо након окончања Ирског рата на независност (1919-1921), Јејтс је у децембру 1922. године прихватио именовање за сенатора, дужност у Сенату, ту дужност обавља 6 година.
Године 1923. Јејтс је добио Нобелову награду за књижевност, за велики допринос Ирској литератури и култури генерално где је „његова увек инспирисана поезија у високо уметничкој форми дала израз духу читаве нације”. Награда је представљала и охрабрење Ирској, која је недуго пре успела да задобије неовисност; сам Јејтс је тога био свестан, те је своју награду настојао да користи за промовисање Ирског националног угледа и поноса. Након награде је продаја Јејтсових дела на читавом енглеском говорном подручју још више порасла.
У задњим годинама свог живота је Јејтс, као јавни интелектуалац, упућивао критику социјално конзервативном водству младе ирске државе, залажући се за либералније устројство друштва. Међутим није пуно веровао у демократију, те је исказивао симпатије према аристократској форми државе.
Оставши до краја живота активни аутор, те борећи се са старошћу једним ставом којега је називао „други пубертет” (што је укључивао оживљени интерес за еротику), умро је 28. јанурара 1939. године (у 73 години живота) у Француској, у Hôtel Idéal Séjour у граду Ментону. Од своје супруге је захтевао дискретан погреб у месту смрти, како би га се након годину дана - након што новинари забораве на његову смрт - без помпе пренели у ирски Слиго, место његовог дјетињства. Тек након рата, 1948. године, та је Јејтсова жеља и испуњена. Његов гроб се налази у Друмклифу, грофовија Слиго. Пренос тела изведен је ирском корветом LÉ Macha; активности преноса тела надзирао је лично ирски министар спољашњих послова Син Макбрајд - иначе син Мод Гон Макбрајд, коју је Јејтс више пута просио. На гробу стоји епитаф с речима из „Under Ben Bulben”, једне од његових задњих поема.

## Наслеђе
Јејтсу је у граду Слајго подигнута статуа, коју је 1989. направио вајар Рован Гилеспи. На 50. годишњицу песникове смрти, подигнута је испред Алстер банке, на углу улица Стивен и Маркиевиц. Јејтс је приликом добијања Нобелове награде приметио да Краљевска палата у Стокхолму „личи на Алстер банку у Слајгу“. Преко реке је Јеатсова меморијална зграда, дом Слајговског Јејтсовог друштва. Стојећа фигура: Оштрица ножа Хенрија Мура приказана је у Меморијалној башти у Даблину.